# Sledgehammer (chanson de Fifth Harmony)
Pour les articles homonymes, voir Sledgehammer.
Singles de Fifth Harmony
Boss
(2014) Worth It.
(2015)
Sledgehammer (Masse en français) est une chanson du girl group américain Fifth Harmony. La chanson est sortie le 28 octobre 2014 et fait partie du premier album du groupe Reflection (2015). Sledgehammer est une chanson écrite par Jonas Jeberg, Meghan Trainor et Sean Douglas, et produite par Jonas Jeberg et Harvey Mason, Jr..

## Classements
| Classement (2014–15)            | Meilleure position |
| ------------------------------- | ------------------ |
| Belgique (Flandre Ultratip 100) | 49                 |
| Belgique (Wallonie Ultratip 50) | 21                 |
| Canada (Hot 100)                | 63                 |
| Tchéquie (IFPI Singles Digitál) | 27                 |
| Irlande (IRMA)                  | 83                 |
| Nouvelle-Zélande (RMNZ)         | 36                 |
| Slovaquie (IFPI Rádio)          | 30                 |
| Suède (Sverigetopplistan)       | 75                 |
| États-Unis (Hot 100)            | 25                 |
| États-Unis (Adult Pop Songs)    | 36                 |
| États-Unis (Pop Airplay)        | 21                 |

## Certifications
| Région                                                                                                 | Certification | Ventes/Streams |
| --- | ------------- | -------------- |
| Canada (Music Canada)                                                                                  | Or            | 70 000*        |
| États-Unis (RIAA)                                                                                      | Platine       | 1 000 000*     |
| *Ventes selon la certification ^Mise en rayon selon la certification xNon précisé par la certification |               |                |